# Château d’Eau (Métro Paris)
Château d’Eau [ʃɑto do] ist eine unterirdische Station der Linie 4 der Pariser Métro.

## Lage
Die Station befindet sich im 10. Arrondissement von Paris. Sie liegt längs unterhalb des Boulevard de Strasbourg, der dort die Grenze zwischen den Stadtvierteln Porte Saint-Denis und Porte Saint-Martin bildet.

## Name

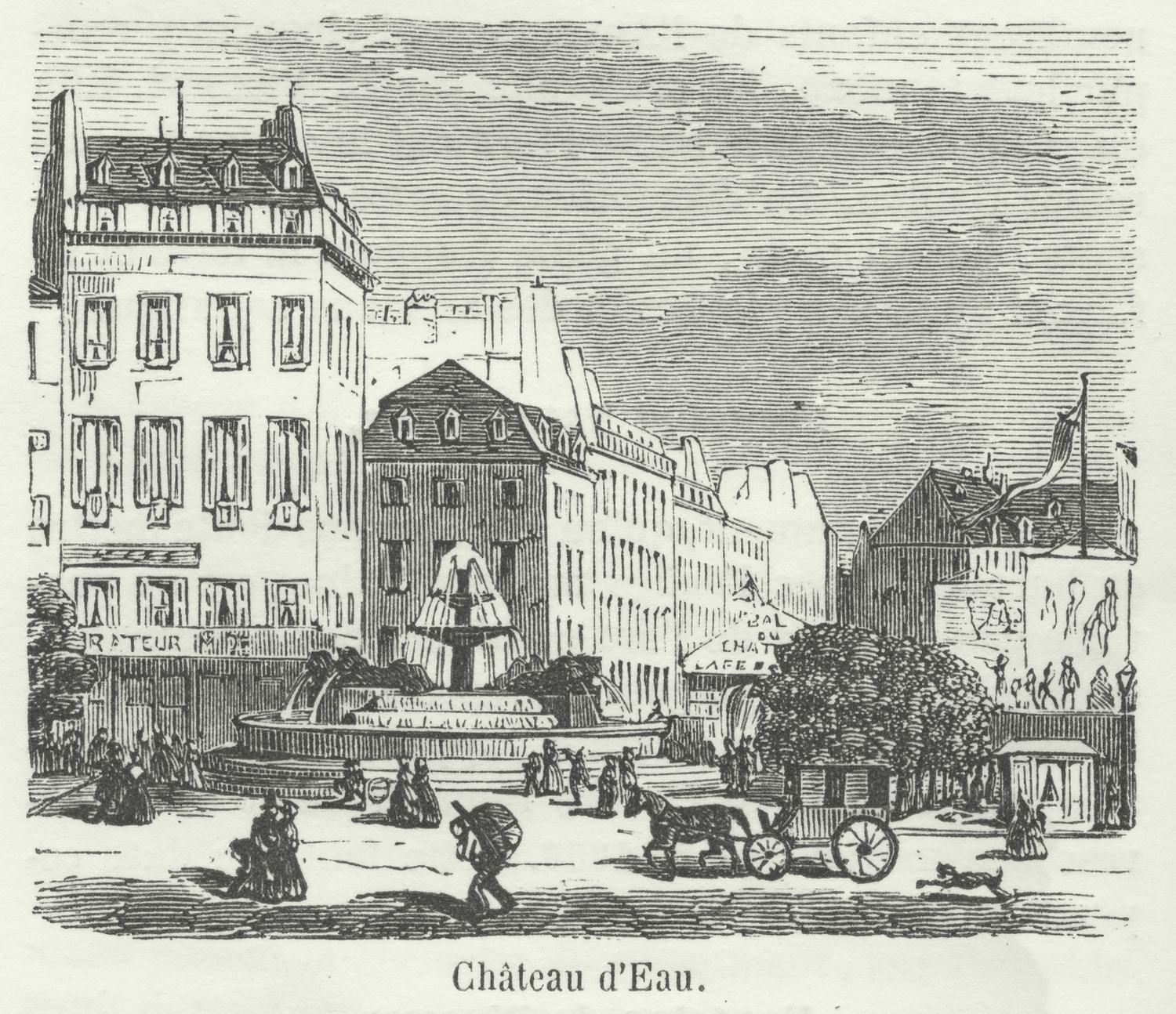
Fontaine du Château d’Eau (1855)

Namengebend ist die dort den Boulevard de Strasbourg kreuzende Rue du Château d’Eau. Deren Name bezieht sich auf einen ehemaligen Brunnen (Fontaine du Château d’Eau) an der heutigen Place de la République. Das von Pierre-Simon Girard entworfene Bauwerk bestand aus drei übereinander angeordneten, kreisförmigen Becken, in die acht gusseiserne, liegende Löwen Wasser aus dem Bassin de la Villette spien. Die Anlage wurde 1811 errichtet, in den späten 1860er Jahren abgebaut und am Viehmarkt von La Villette wieder errichtet.

## Geschichte

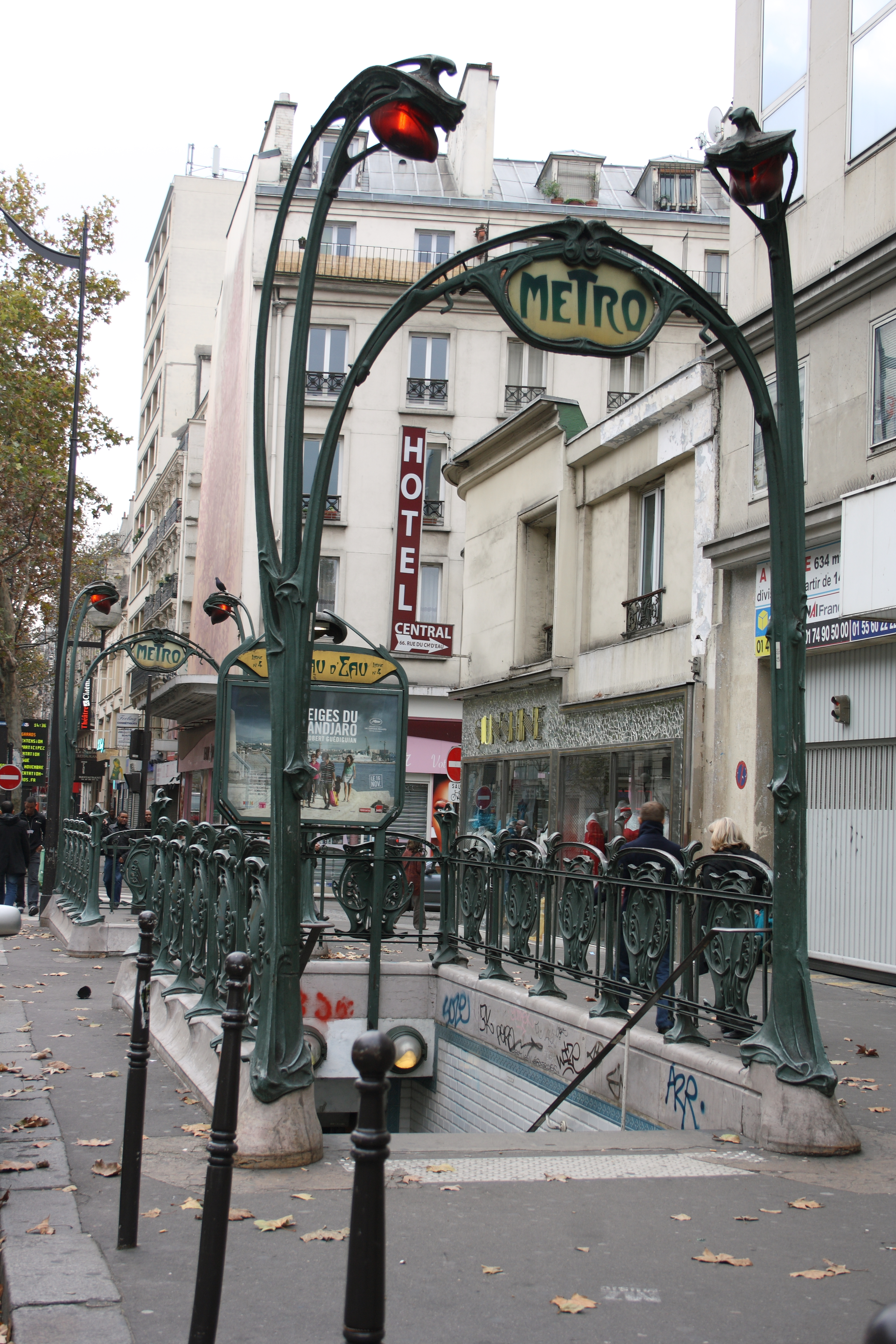
Von Hector Guimard gestaltete Zugänge

Die Station wurde am 21. April 1908 in Betrieb genommen, als der erste Abschnitt der Linie 4 von Porte de Clignancourt bis Châtelet eröffnet wurde.

## Beschreibung
Abweichend von der in Paris häufig anzutreffenden Bauweise mit elliptischem Querschnitt weist die Station eine waagrechte Metalldecke auf. Auf quer zur Fahrtrichtung liegenden eisernen Stützbalken ruhen Längsträger, die kleine, aus Ziegelsteinen gemauerte Gewölbe tragen. Die Station war ursprünglich 75 m lang, Mitte der 1960er Jahre wurde sie auf 90 m verlängert.
Zwei Zugänge liegen am südlichen Stationsende, an der Kreuzung des Boulevard de Strasbourg mit der Rue du Château d’Eau. Sie wurden von Hector Guimard entworfen und stehen unter Denkmalschutz. Etwa von der Mitte des Bahnsteigs Richtung Porte de Clignancourt führt zudem eine Rolltreppe zum Straßenniveau.

## Fahrzeuge
Auf der Linie 4 verkehrten bis 1928 5-Wagen-Züge aus zunächst drei zweimotorigen, später zwei viermotorigen Triebwagen und Beiwagen. Sie wurden durch Sprague-Thomson-Züge abgelöst, die in den Jahren 1966/67 sukzessive durch gummibereifte 6-Wagen-Züge der Baureihe MP 59 ersetzt wurden. Seit 2011 ist auf der Linie 4 die Baureihe MP 89 CC im Einsatz. Die Umstellung auf fahrerlose Züge der Baureihen MP 89 CA, MP 05 und MP 14 hat am 12. September 2022 begonnen und soll bis Ende 2023 abgeschlossen sein.

## Sonstiges
Am 1. April 2016 hieß die Station kurzzeitig „Château de sable“ – ein Aprilscherz der RATP: Château d’Eau bedeutet auch Wasserburg, ein château de sable ist eine Sandburg.